# Пелеас-де-Абахо
Пелеас-де-Абахо (ісп. Peleas de Abajo) — муніципалітет в Іспанії, у складі автономної спільноти Кастилія-і-Леон, у провінції Самора. Населення — 268 осіб (2010).
Муніципалітет розташований на відстані близько 200 км на північний захід від Мадрида, 14 км на південь від Самори.

## Демографія
Динаміка населення (INE ):